# Sheldon Riley
Sheldon Hernandez (Sydney, 14 de març del 1999), més conegut com a Sheldon Riley, és un cantant australià.

## Biografia
Riley va néixer a Sydney d'una mare australiana i d'un pare filipí i va créixer a Gold Coast. Entre el 2016 i el 2020 va participar a concursos com The X Factor, The Voice Australia i America's Got Talent.
El 26 de novembre del 2021 va ser anunciat com un dels participants d'Eurovision – Australia Decides, la preselecció australiana pel Festival de la Cançó d'Eurovisió. Va guanyar amb la cançó Not The Same i representarà Austràlia en el Festival de la Cançó d'Eurovisió 2022, que se celebrarà a la ciutat italiana de Torí.